# انحلال (علم الأحياء)

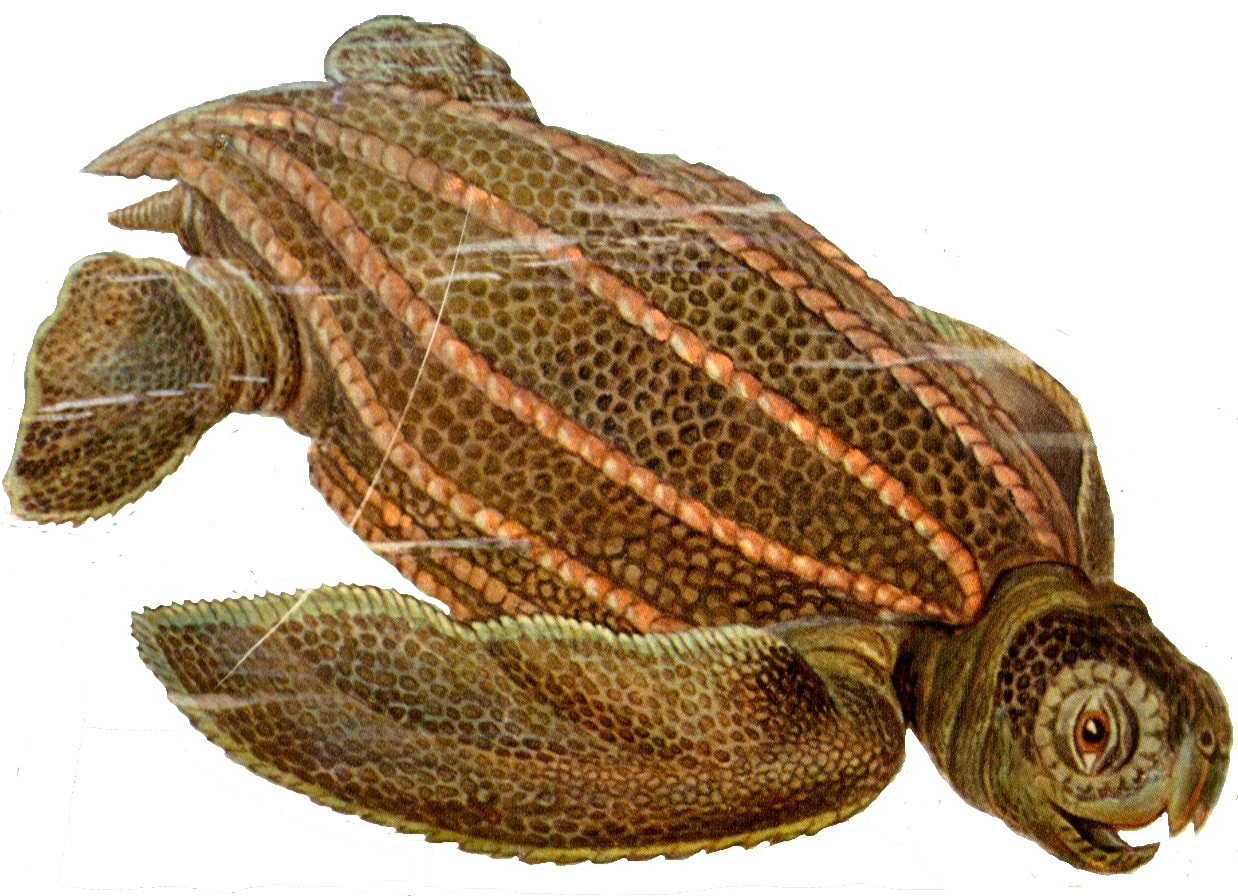
سلحفاة جلدية من هيكل

يحدث الأبَث أو التَّعْس أو الانحلال داخل النظم البيولوجية عندما يمكن للمكونات / النماذج / المسارات غير المتشابهة تركيبياً أن تؤدي وظائف مماثلة (أي قابلة للتبادل بشكل فعال) في ظل ظروف معينة ، ولكنها تؤدي وظائف مختلفة في ظروف أخرى [1] [2]، وبالتالي فإن الانحطاط هو خاصية تظهر العلاقة بحيث تتطلب مقارنة سلوك مكونين أو أكثر. على وجه الخصوص ، إذا كان الانحلال موجودًا في زوج من المكونات ، فستكون هناك ظروف حيث سيبدو الزوج زائداً عن الحاجة وظيفيًا ولكن هناك حالات أخرى حيث سيظهران مختلفين وظيفيًا [1] [3].
ملاحظة: إن استخدام هذا المصطلح ليس له أي صلة عمليًا بالمفهوم المشكوك فيه ذي المعنى المتمثل في تدهور السكان تطوريًا الذين فقدوا وظائف أسلافهم.
أمثلة بيولوجية
توجد أمثلة على الانحلال في الشفرة الجينية ، عندما تشفر العديد من المتتاليات من النيوكليوتيدات المختلفة نفس عديد الببتيد ؛ في عملية طي البروتين ، عندما يتم طي عديد الببتيدات المختلفة لتكون مكافئة من الناحية الهيكلية والوظيفية ؛ في وظائف البروتين ، عند ملاحظة وظائف الربط المتداخلة والخصائص الهدمية المماثلة ؛ ففي عملية التمثيل الغذائي ، قد تتواجد معاً مسارات متعددة ومتوازية لعمليات البناء الحيوي و الهدم . بشكل عام ، يتم ملاحظة الانحلال في البروتينات من كل فئة وظيفية (على سبيل المثال ، الإنزيمية أو التركيبية أو التنظيمية) [4] [5]، مجموعات البروتين المعقدة [6]، التولد [7]، الجهاز العصبي [8] ،إشارات الخلية والعديد من السياقات البيولوجية الأخرى التي تمت مراجعتها في [1].
المساهمة في المتانة
يساهم الانحلال في متانة الصفات البيولوجية من خلال عدة آليات. تعوض المكونات المنحلة بعضها عن بعض في ظل الظروف التي تكون فيها زائدة عن الحاجة وظيفيًا ، وبالتالي توفر المتانة ضد فشل المكون أو المسار. نظرًا لاختلاف المكونات المتدهورة نوعًا ما ، فإنها تميل إلى استيعاب أمور حساسة فريدة مثل أن يحدث هجومًا مستهدفًا من قبل مثبط معين فيكون أقل احتمالًا لتشكيل خطر على جميع المكونات في وقت واحد [3].
هناك العديد من الأمثلة البيولوجية حيث يساهم الانحلال في المتانة بهذه الطريقة. على سبيل المثال ، يمكن لعائلات الجينات ترميز بروتينات متنوعة مع العديد من الأدوار المميزة ، ولكن في بعض الأحيان يمكن لهذه البروتينات أن تعوض بعضها البعض أثناء التعبير الجيني المفقود، كما يظهر في الأدوار البنائية أو التطويرية لعائلة الجينات المتلاصقة في فطريات السكر. يمكن ان يتم أيض العناصر الغذائية من خلال مسارات لعمليات ايض محددة قابلة للتبادل بشكل فعال لبعض نواتج الأيض على الرغم من أن التأثيرات الكلية لكل مسار غير متطابقة [10] [11].
في مرض السرطان ، يتم إحباط العلاجات التي تستهدف مستقبلات (EGF) عن طريق التنشيط المشترك لمستقبلات التيروسين كينازات البديلة (RTK) التي تتداخل وظيفيًا جزئيًا مع مستقبلات EGF (وبالتالي فهي تنحل) ، ولكنها لا تستهدف نفس مثبط مستقبل (EGF) المحدد [12] [13]. يمكن العثور على أمثلة أخرى من مستويات مختلفة من التنظيم البيولوجي في [1].
النظرية
لقد أوضحت العديد من التطورات النظرية الروابط بين الانحلال والقياسات البيولوجية المهمة المتعلقة بالقوة والتعقيد والقابلية للتطور. وتشمل هذه:
•	اقترحت الحجج النظرية التي تدعمها عمليات المحاكاة أن الانحلال يمكن أن يؤدي إلى أشكال موزعة من القوة في شبكات تفاعل البروتين. يقترح هؤلاء المؤلفون أن ظواهر مماثلة من المحتمل أن تظهر في شبكات بيولوجية أخرى وربما تساهم في مرونة النظم البيئية أيضًا.
•	وجد .Tononi et al دليلًا على أن الانحلال لا ينفصل عن وجود التعقيد الهرمي في التجمعات العصبية [8]. هناك جدلاً بأن الرابط بين الانحلال والتعقيد من المرجح أن يكون أكثر عمومية.
•	دعمت المحاكاة المجردة إلى حد ما الفرضية القائلة بأن الانحلال يغير بشكل أساسي ميل النظام الجيني للوصول إلى طرز شكلية وراثية جديدة [15] وبالتالي يمكن أن يكون الانحلال شرطًا مسبقًا للتطور المفتوح.
•	تم دمج الفرضيات الثلاثة المذكورة أعلاه في [3] حيث يقترحون أن الانحلال يلعب دورًا مركزيًا في التطور المفتوح للتعقيد البيولوجي. في نفس المقالة ، قيل إن غياب الانحلال داخل العديد من الأنظمة المعقدة المصممة (اللاأحيائية) قد يساعد في تفسير سبب تعارض القوة مع المرونة والقدرة على التكيف ، كما يظهر في البرمجيات وهندسة الأنظمة والحياة الاصطناعية]3].
المراجع
1. Edelman and Gally; Gally, J. A. (2001). "Degeneracy and complexity in biological systems". Proceedings of the National Academy of Sciences, USA. 98 (24): 13763–13768. Bibcode:2001PNAS...9813763E. doi:10.1073/pnas.231499798. PMC 61115. PMID 11698650.
2.	^ Mason, Paul H. (2 January 2015). "Degeneracy: Demystifying and destigmatizing a core concept in systems biology". Complexity. 20 (3): 12–21. Bibcode:2015Cmplx..20c..12M. doi:10.1002/cplx.21534.
3.	^ a b c d e Whitacre (2010). "Degeneracy: a link between evolvability, robustness and complexity in biological systems". Theoretical Biology and Medical Modelling. 7 (6): 6. arXiv:0910.2586. Bibcode:2009arXiv0910.2586W. doi:10.1186/1742-4682-7-6. PMC 2830971. PMID 20167097.
4.	^ Atamas (2005). "Les affinités électives". Pour la Science. 46: 39–43.
5.	^ Wagner (2000). "The role of population size, pleiotropy and fitness effects of mutations in the evolution of overlapping gene functions". Genetics. 154 (3): 1389–1401. doi:10.1093/genetics/154.3.1389. PMC 1461000. PMID 10757778.
6.	^ Kurakin (2009). "Scale-free flow of life: on the biology, economics, and physics of the cell". Theoretical Biology and Medical Modelling. 6 (1): 6. doi:10.1186/1742-4682-6-6. PMC 2683819. PMID 19416527.
7.	^ Newman (1994). "Generic physical mechanisms of tissue morphogenesis: A common basis for development and evolution". Journal of Evolutionary Biology. 7 (4): 480. doi:10.1046/j.1420-9101.1994.7040467.x.
8.	^ a b Tononi; Sporns, O.; Edelman, G. M.; et al. (1999). "Measures of degeneracy and redundancy in biological networks". Proceedings of the National Academy of Sciences, USA. 96 (6): 3257–3262. Bibcode:1999PNAS...96.3257T. doi:10.1073/pnas.96.6.3257. PMC 15929. PMID 10077671.
9.	^ Guo; Styles, C. A.; Feng, Q.; Fink, G. R.; et al. (2000). "A Saccharomyces gene family involved in invasive growth, cell-cell adhesion, and mating". Proceedings of the National Academy of Sciences, USA. 97 (22): 12158–12163. Bibcode:2000PNAS...9712158G. doi:10.1073/pnas.220420397. PMC 17311. PMID 11027318.
10.	^ Kitano (2004). "Biological robustness". Nature Reviews Genetics. 5 (11): 826–837. doi:10.1038/nrg1471. PMID 15520792. S2CID 7644586.
11.	^ Ma and Zeng; Zeng, AP (2003). "The connectivity structure, giant strong component and centrality of metabolic networks". Bioinformatics. 19 (11): 1423–1430. doi:10.1093/bioinformatics/btg177. PMID 12874056.
12.	^ Huang; Mukasa, A.; Bonavia, R.; Flynn, R. A.; Brewer, Z. E.; Cavenee, W. K.; Furnari, F. B.; White, F. M.; et al. (2007). "Quantitative analysis of EGFRvIII cellular signaling networks reveals a combinatorial therapeutic strategy for glioblastoma". Proceedings of the National Academy of Sciences. 104 (31): 12867–72. Bibcode:2007PNAS..10412867H. doi:10.1073/pnas.0705158104. PMC 1937558. PMID 17646646.
13.	^ Stommel; Kimmelman, AC; Ying, H; Nabioullin, R; Ponugoti, AH; Wiedemeyer, R; Stegh, AH; Bradner, JE; et al. (2007). "Coactivation of receptor tyrosine kinases affects the response of tumor cells to targeted therapies". Science. 318 (5848): 287–90. Bibcode:2007Sci...318..287S. doi:10.1126/science.1142946. PMID 17872411. S2CID 36607054.
14.	^ Whitacre and Bender; Bender, Axel (2010). "Networked buffering: a basic mechanism for distributed robustness in complex adaptive systems". Theoretical Biology and Medical Modelling. 7 (20): 20. doi:10.1186/1742-4682-7-20. PMC 2901314. PMID 20550663.
15.	^ Whitacre and Bender; Bender, A (2010). "Degeneracy: a design principle for achieving robustness and evolvability". Journal of Theoretical Biology. 263 (1): 143–153. arXiv:0907.0510. Bibcode:2010JThBi.263..143W. doi:10.1016/j.jtbi.2009.11.008. PMID 19925810. S2CID 11511132.